# 바실리 박
바실리 박(러시아어: Василия Пак, 생년 미상 ~ 1921년 1월 28일), 조선식 이름 박병길(朴秉吉)은 일제강점기 시기 연해주에서 활동한 조선계 러시아인 항일운동가다.
니콜라옙스크나아무레 지역에서 자유단이라는 항일청년단체를 조직했다. 1920년 3월 야코프 트랴피친이 이끄는 볼셰비키 빨치산과 일리야 박이 이끄는 조선계 사할린 빨치산이 니콜라옙스크나아무레에 들이닥쳐 일본 군인 뿐 아니라 일본인 민간인과 백계 러시아인, 유대인 등을 4천 여명 학살하는 니콜라옙스크 사건을 일으켰다. 바실리 박은 이때 생존을 도모하기 위해(볼셰비키에게 죽지 않기 위해서이자 동시에 볼셰비키가 물러간 뒤 일본군의 보복을 피하기 위해) 이지택 등 다른 자유단 간부들과 함께 트랴피친을 찾아가 러시아인과 동등한 대우를 해 달라는 조건을 달고 빨치산에 가담했다. 본거지인 니콜라옙스크나아무레가 트랴피친과 일리야의 무리에게 초토화 당했기에 바실리를 비롯한 자유단 세력은 어쩔 수 없이 트랴피친 빨치산 부대와 계속 동행하게 되었다.
1920년 9월 트랴피친이 암군 강가에서 또다시 민간인 학살을 벌이자 바실리 등 자유단 세력은 자신들처럼 니콜라옙스크나아무레에서 끌려와 빨치산이 된 알렉세이라는 러시아인과 함께 쿠데타를 일으켜 샤령관 트랴피친과 참모장 니나 레베데바(트랴피친의 아내)를 비롯한 빨치산 간부들을 체포, 총살했다. 하지만 트랴피친의 학살극에 적극 가담했던 일리야 박은 이것을 매우 불만스러워했으며, 1921년 1월 28일 기회를 보아 동료 대여섯 명과 함께 바실리 박의 몸의 빈대를 털어주는 척 하다가 뒤에서 총검으로 찔러 암살했다.
2006년 건국훈장 애족장 서훈.